# Gran Premio d'Arabia Saudita
Il Gran Premio d'Arabia Saudita (in arabo: جائزة السعودية الكبرى‎) è una gara automobilistica che si svolge in Formula 1 dal 2021, al circuito di Gedda, in Arabia Saudita. È uno dei Gran Premi ospitati da una nazione del Medio Oriente, insieme a quelli di Bahrein, Abu Dhabi, Sakhir e Qatar.

## Storia
L'Arabia Saudita aveva già espresso numerose volte di voler ospitare un Gran Premio di Formula 1 e già nel 2020 il governo saudita si era mosso in questo campo. Difatti la società statale Saudi Aramco dopo le prime trattative iniziate nel 2019, è diventata main sponsor del campionato mondiale di Formula 1 a partire dallo stesso anno, sponsorizzando diverse gare.
Nel dicembre 2020 viene ufficialmente annunciato che il Gran Premio d'Arabia Saudita entra a far parte del campionato mondiale di Formula 1 2021. La gara si svolge sul circuito cittadino di Gedda che si snoda nel porto della città, sulle rive del Mar Rosso: il tracciato è stato disegnato dal figlio dell'architetto tedesco Hermann Tilke, Carsten. Obiettivo principale degli organizzatori era, inizialmente, quello di spostare la sede del Gran Premio, a partire dal 2023, in un circuito permanente a Qiddiya, un quartiere della capitale saudita Riad, prima che il Gran Premio fosse mantenuto sulla stessa pista. Successivamente viene reso noto dagli organizzatori che il Gran Premio rimarrà al circuito di Gedda almeno fino al 2027; proseguiranno inoltre i lavori a Qiddiya per la costruzione del circuito permanente. La stagione 2021 di Formula 1 vede quindi il debutto del Gran Premio d'Arabia Saudita, formalmente STC Saudi Arabian Grand Prix per motivi di sponsorizzazione. L'edizione del 2023 ha stabilito un record di 150 000 spettatori durante il weekend di gara, battendo il record precedente di 143 000 spettatori registrato nell'edizione inaugurale del 2021. L'edizione del 2024 viene disputata per la prima volta nella giornata di sabato per via del Ramadan.

## Controversie
Il Gran Premio, una volta resa nota la sua presenza nel calendario mondiale, ha ricevuto critiche da parte di Amnesty International riguardo ai diritti umani nel Paese. Secondo Human Rights Watch, il Gran Premio e altri eventi sportivi vengono utilizzati dall'Arabia Saudita per distrarre le persone da gravi violazioni dei diritti umani. Il direttore, Minky Worden, ha invitato la Formula 1 a valutare la situazione in Arabia Saudita e insistere per rilasciare i difensori del diritto delle donne che hanno parlato a favore di quest'ultime alla guida. Nel febbraio 2021, 45 organizzazioni per i diritti umani hanno invitato il pilota britannico della Mercedes, Lewis Hamilton, a boicottare il Gran Premio citando il ruolo dell'Arabia Saudita nella guerra civile yemenita, la sua detenzione di attivisti per i diritti delle donne e l'omicidio del giornalista del Washington Post Jamal Khashoggi. L'Arabia Saudita ha sempre sostenuto che la gara fa parte di un processo per aprire il Paese al mondo esterno.
Dopo l'intercettazione missilistica a Dirʿiyya in occasione dell'E-Prix omonimo, sono stati sollevati alcuni dubbi sull'edizione inaugurale. La Formula 1 in seguito dichiarò che non sarebbero mai andati in aree ad alto rischio per la sicurezza, sebbene affermassero anche di avere tutta la fiducia nel fatto che il governo saudita e le sue agenzie abbiano sia la tecnologia che la capacità per garantire la sicurezza necessaria.
Durante l'edizione del 2022, la disputa del Gran Premio viene messa in discussione a causa del conflitto tra Iran e Arabia Saudita, sostanzialmente per il controllo dello Yemen. Nella settimana precedente alla disputa della gara, missili e droni colpiscono varie aree dell'Arabia Saudita, tra cui la città di Gedda, sede dell'evento, e la regione di Jizan. Gli organizzatori minimizzano l'accaduto, affermando che tutte le misure necessarie vengono prese per garantire la sicurezza di tutti gli spettatori, nonché del personale partecipante e dei media. Durante il weekend di gara, il gruppo armato Huthi, appoggiato dall'Iran, lancia un missile contro una struttura presente vicino al circuito sponsorizzata da Aramco, compagnia nazionale saudita di idrocarburi. Il Gran Premio verrà poi svolto regolarmente. Alla luce di quanto accaduto, per l'edizione del 2023 gli organizzatori del Gran Premio rafforzano le condizioni di sicurezza dell'evento  per evitare il ripetersi di simili episodi.

## Albo d'oro
| Anno | Circuito | Pilota         | Vettura                    | Resoconto |
| ---- | -------- | -------------- | -------------------------- | --------- |
| 2021 | Gedda    | Lewis Hamilton | Mercedes                   | Resoconto |
| 2022 | Gedda    | Max Verstappen | Red Bull Racing-RBPT       | Resoconto |
| 2023 | Gedda    | Sergio Pérez   | Red Bull Racing-Honda RBPT | Resoconto |
| 2024 | Gedda    | Max Verstappen | Red Bull Racing-Honda RBPT | Resoconto |
| 2025 | Gedda    | Oscar Piastri  | McLaren-Mercedes           | Resoconto |

## Statistiche
Le statistiche si riferiscono alle sole edizioni valide per il campionato del mondo di Formula 1 e sono aggiornate al Gran Premio d'Arabia Saudita 2025.

### Vittorie per pilota
| Pos. | Pilota         | Vittorie |
| ---- | -------------- | -------- |
| 1    | Max Verstappen | 2        |
| 2    | Lewis Hamilton | 1        |
| =    | Sergio Pérez   | 1        |
| =    | Oscar Piastri  | 1        |

### Vittorie per costruttore
| Pos. | Costruttore | Vittorie |
| ---- | ----------- | -------- |
| 1    | Red Bull    | 3        |
| 2    | Mercedes    | 1        |
| =    | McLaren     | 1        |

### Vittorie per motore
| Pos. | Motore     | Vittorie |
| ---- | ---------- | -------- |
| 1    | Mercedes   | 2        |
| =    | Honda RBPT | 2        |
| 3    | RBPT       | 1        |

### Pole position per pilota
| Pos. | Pilota         | Pole |
| ---- | -------------- | ---- |
| 1    | Sergio Pérez   | 2    |
| =    | Max Verstappen | 2    |
| 3    | Lewis Hamilton | 1    |

### Pole position per costruttore
| Pos. | Costruttore | Pole |
| ---- | ----------- | ---- |
| 1    | Red Bull    | 4    |
| 2    | Mercedes    | 1    |

### Pole position per motore
| Pos. | Motore     | Pole |
| ---- | ---------- | ---- |
| 1    | Honda RBPT | 3    |
| 2    | Mercedes   | 1    |
| =    | RBPT       | 1    |

### Giri veloci per pilota
| Pos. | Pilota          | GPV |
| ---- | --------------- | --- |
| 1    | Charles Leclerc | 2   |
| 2    | Lewis Hamilton  | 1   |
| =    | Max Verstappen  | 1   |
| =    | Lando Norris    | 1   |

### Giri veloci per costruttore
| Pos. | Costruttore | GPV |
| ---- | ----------- | --- |
| 1    | Ferrari     | 2   |
| 2    | Mercedes    | 1   |
| =    | Red Bull    | 1   |
| =    | McLaren     | 1   |

### Giri veloci per motore
| Pos. | Motore     | GPV |
| ---- | ---------- | --- |
| 1    | Mercedes   | 2   |
| =    | Ferrari    | 2   |
| 3    | Honda RBPT | 1   |

### Podi per pilota
| Pos. | Pilota           | Podi |
| ---- | ---------------- | ---- |
| 1    | Max Verstappen   | 5    |
| 2    | Charles Leclerc  | 3    |
| 3    | Sergio Pérez     | 2    |
| 4    | Valtteri Bottas  | 1    |
| =    | Lewis Hamilton   | 1    |
| =    | Carlos Sainz Jr. | 1    |
| =    | Fernando Alonso  | 1    |
| =    | Oscar Piastri    | 1    |

### Podi per costruttore
| Pos. | Costruttore  | Podi |
| ---- | ------------ | ---- |
| 1    | Red Bull     | 7    |
| 2    | Ferrari      | 4    |
| 3    | Mercedes     | 2    |
| 4    | Aston Martin | 1    |
| =    | McLaren      | 1    |

### Podi per motore
| Pos. | Motore     | Podi |
| ---- | ---------- | ---- |
| 1    | Honda RBPT | 5    |
| 2    | Mercedes   | 4    |
| =    | Ferrari    | 4    |
| 4    | Honda      | 1    |
| =    | RBPT       | 1    |

### Punti per pilota
| Pos. | Pilota           | Punti |
| ---- | ---------------- | ----- |
| 1    | Max Verstappen   | 105   |
| 2    | Charles Leclerc  | 62    |
| 3    | Sergio Pérez     | 55    |
| 4    | Lewis Hamilton   | 45    |
| 5    | George Russell   | 40    |
| 6    | Oscar Piastri    | 37    |
| 7    | Carlos Sainz Jr. | 31    |
| 8    | Fernando Alonso  | 25    |
| 9    | Esteban Ocon     | 24    |
| 10   | Lando Norris     | 23    |

### Punti per costruttore
| Pos. | Costruttore  | Punti |
| ---- | ------------ | ----- |
| 1    | Red Bull     | 160   |
| 2    | Mercedes     | 102   |
| 3    | Ferrari      | 101   |
| 4    | McLaren      | 70    |
| 5    | Alpine       | 26    |
| 6    | Aston Martin | 25    |
| 7    | AlphaTauri   | 12    |
| 8    | Williams     | 6     |
| 9    | Haas         | 4     |
| 10   | Alfa Romeo   | 2     |

### Punti per motore
| Pos. | Motore     | Punti |
| ---- | ---------- | ----- |
| 1    | Mercedes   | 203   |
| 2    | Ferrari    | 107   |
| 3    | Honda RBPT | 106   |
| 4    | RBPT       | 41    |
| 5    | Honda      | 26    |
| =    | Renault    | 26    |